# Adolfo Suárez

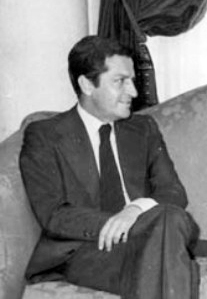
Suárez 1979.

Adolfo Suárez González, född 25 september 1932 i Cebreros, Ávila, död 23 mars 2014 i Madrid, var en spansk politiker och landets premiärminister 1976–1981. Han utsågs till premiärminister av den nytillträdde kung Juan Carlos 1976 och var, trots sin genuina bakgrund inom det styrande Falangistpartiet, ihärdig i att samma år inleda demokratiska reformer som snabbt sopade undan den auktoritära Francoregimen. År 1981 avgick han frivilligt som premiärminister och partiledare (för det borgerliga mittenpartiet UCD) och efterträddes av Leopoldo Calvo-Sotelo.
Suarez var på sin ålderdom diagnostiserad med Alzheimers sjukdom, och mindes inte längre tiden som spansk politiker. Han erhöll 2008 Spaniens högsta civila utmärkelse av kung Juan Carlos I, för sina historiska insatser för den spanska demokratin.

## Regeringspresident

### Den pre-konstitutionella perioden
När Juan Carlos I i juli 1976 uppdrog åt honom att bilda den andra regeringen under sin regeringstid, med åtföljande nedmontering av de Francovänliga strukturerna, var Suárez en helt okänd person för majoriteten av det spanska folket. Trots detta lyckades han, vid 43 års ålder och inte utan svårigheter, samla en grupp politiker i sin generation som på olika vägar hade kommit till en demokratisk övertygelse. Han lyckades, tillsammans med "omvända falangister" som han själv, ena socialdemokrater, liberaler, kristdemokrater med flera och, mellan 1976 och 1979, montera ned Francoregimen tillsammans med motståndare till Francorörelsen som PSOE och, speciellt, Spanska kommunistpartiet och dess ledare, Santiago Carrillo, som kallade Suárez för en "intelligent antikommunist".
I denna uppgift räknade han med hjälp från bland andra Torcuato Fernández Miranda, som lyckades med självavvecklingen av det Francostyrda parlamentet och genomförde 1977 års politiska reform inför en misstänksam, demokratisk opposition och i samarbete med generallöjtnant Manuel Gutiérrez Mellado, som hade i uppdrag att lugna ner och kontrollera, så långt möjligt, de högre militära kretsarna. Dessa bestod till stor del av militärer som hade deltagit i Spanska inbördeskriget och var anhängare till Francoregimen.

### Första demokratiska regeringschefen
Den 15 juni 1977 hölls för första gången i Spanien sedan 1936 allmänna, fria val. Adolfo Suárez steg upp som segrare i spetsen för ett mittenkonglomerat bildat runt hans person under förkortningen UCD (Unión de Centro Democrático). Det parlament (Cortes) som bildades efter detta val, omvandlades till konstituerande och godkände 1978 års spanska konstitution, som det spanska folket legaliserade den 6 december 1978.
Den 3 mars 1979 vann Adolfo Suárez för andra gången de allmänna valen, och påbörjade sin tredje mandatperiod som regeringschef. Men valtriumfen i de allmänna valen kom i andra hand efter att vänstern hade tagit plats i de viktigaste kommunerna i landet efter de första kommunvalen i april. Överenskommelsen mellan PSOE och PCE tillät att de stora spanska städerna styrdes av borgmästare från oppositionspartierna.
Det var en regeringsperiod fylld av politiska, sociala och ekonomiska svårigheter. 1980 lade PSOE fram ett misstroendevotum som, fast det var dömt på förhand, ytterligare försämrade bilden av Suárez som inte hade stöd av sitt eget parti. Slutligen, den 29 januari 1981 bestämde han sig för att avgå både som regeringschef och som ordförande i Unión de Centro Democrático. I sitt budskap till landet som varade i tolv minuter och sändes av Televisión Española klockan 19:40, försäkrade han:
| ” | Jag vill inte att det demokratiska systemet för samlevnad ska, ännu en gång, bli en parentes i Spaniens historia. | „ |

Detta gav upphov till tanken att han hade avgått efter påtryckningar från militärerna. Denna teori bekräftades av det försök till statskupp som ägde rum när Leopoldo Calvo-Sotelo installerades. Några författare, Javier Cercas, Javier Tusell och Charles Powell bland andra, hävdar dock att de avgörande faktorerna för avgången var utmattning och avsaknad av stöd från kronan. Andra författare som Gregorio Morán hänvisar till en bestämd episod som förenar de militära hoten med avsaknaden av stödet från kronan, och detta tillsammans med ett begynnande uppror bland de kristdemokratiska medlemmarna i hans parti, som hade bildat pakt med Alianza Popular, anser de vara de avgörande orsakerna till avgången.
1981 erhöll han titeln hertig av Suárez av kung Juan Carlos I för sin insats under återgången till demokrati i Spanien.

### Senare politisk karriär

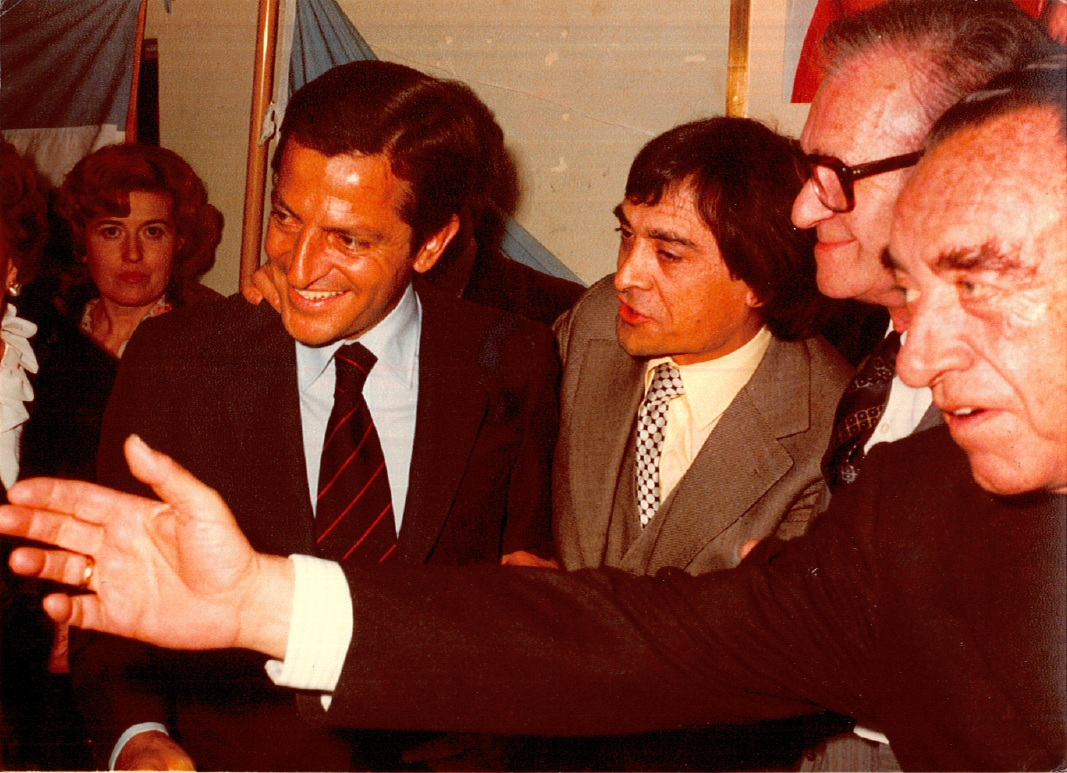
Expremiärminister Adolfo Suárez under ett besök i Buenos Aires (Argentina) hösten 1981.

Kort efter hans avgång skapade han tillsammans med andra tidigare ledare för UCD partiet Centro Democrático y Social (CDS), med vilket han ställde upp i 1982 års allmänna val i Spanien och valdes till deputerad för Madrid. Han förlängde sitt mandat i 1986 års val och även 1989, men 1991 avgick han som president för CDS efter de dåliga resultaten under hans ledning och övergav politiken helt och hållet.
1996 fick han Prinsen av Asturiens utmärkelse för enighet för sin betydande insats under den spanska återgången till demokrati, för vilket han anses som den store upphovsmannen.

## Aeropuerto Adolfo Suárez Madrid-Barajas
Som ärebetygelse till Suárez fick i mars 2014 Madrids flygplats namnet Aeropuerto Adolfo Suárez Madrid Barajas.